# Orgères-en-Beauce
Orgères-en-Beauce is een gemeente in het Franse departement Eure-et-Loir (regio Centre-Val de Loire). De plaats maakt deel uit van het arrondissement Châteaudun. Orgères-en-Beauce telde op 1 januari 2022 998 inwoners.

## Geografie
De oppervlakte van Orgères-en-Beauce bedroeg op 1 januari 2022 15,24 vierkante kilometer; de bevolkingsdichtheid was toen 65,5 inwoners per km².

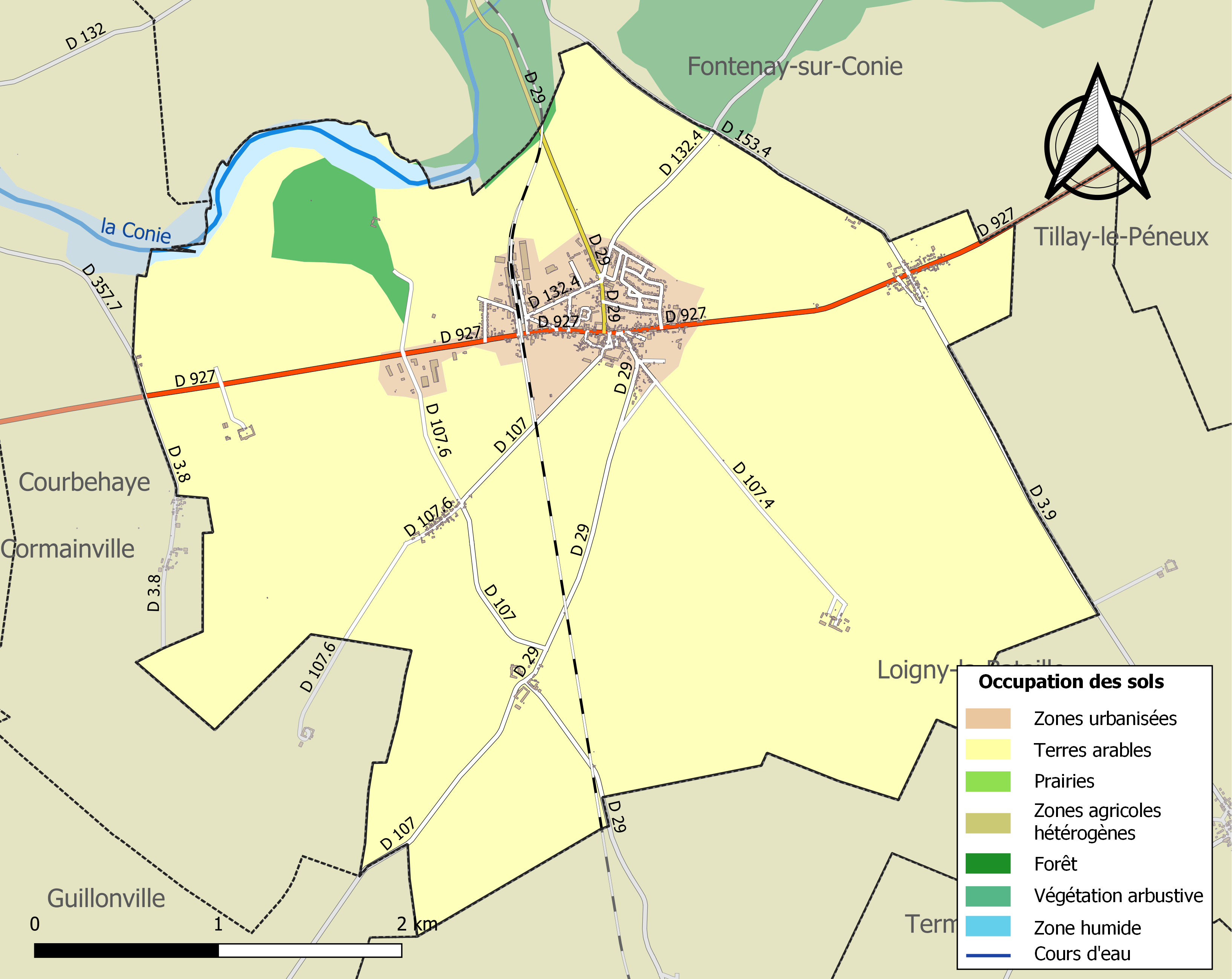
Kaart van de gemeente met belangrijkste infrastructuur, bodemgebruik en omliggende gemeenten

## Demografie
Onderstaande figuur toont het verloop van het inwonertal (bron: INSEE-tellingen).